# Václav Sršeň
Václav Sršeň (17. června 1925 Buštěhrad – 1996) byl český fotbalový útočník a reprezentant Československa.

## Fotbalová kariéra
V československé lize hrál za SK Kladno, ATK Praha a Svit Gottwaldov. Nastoupil v 217 ligových utkáních a dal 85 gólů. Za československou reprezentaci nastoupil 4. 7. 1948 v utkání s Rumunskem, které skončilo prohrou 1:2. Kariéru končil v Baníku Švermov.

## Ligová bilance
| Ročník                                     | Zápasy | Góly | Klub            |
| ------------------------------------------ | ------ | ---- | --------------- |
| Národní liga 1942/43                       | -      | 5    | SK Kladno       |
| Národní liga 1943/44                       | -      | 8    | SK Kladno       |
| Státní liga 1945/46                        | -      | 13   | SK Kladno       |
| Státní liga 1946/47                        | -      | 11   | SK Kladno       |
| Státní liga 1948                           | -      | 0    | ATK Praha       |
| Celostátní československé mistrovství 1949 | -      | 10   | ATK Praha       |
| Celostátní československé mistrovství 1949 | -      | 4    | SONP Kladno     |
| Mistrovství československé republiky 1951  | -      | 7    | Svit Gottwaldov |
| Mistrovství československé republiky 1952  | -      | 8    | SONP Kladno     |
| Přebor československé republiky 1953       | -      | 3    | Baník Kladno    |
| Přebor československé republiky 1954       | -      | 10   | Baník Kladno    |
| Přebor československé republiky 1955       | -      | 1    | Baník Kladno    |
| 1. československá fotbalová liga 1956      | -      | 3    | Baník Kladno    |
| 1. československá fotbalová liga 1957/58   | -      | 2    | Baník Kladno    |
| CELKEM                                     | 217    | 85   |                 |